# Јеванђеље по Матеју (филм)
Јеванђеље по Матеју (итал. Il vangelo secondo Matteo) је епски библијски драмски филм из 1964. године, режисера и сценаристе Пјера Паола Пазолинија. Радња прати причу о Исусу према Јеванђељу по Матеју, од његовог рођења па до васкрсења.
У неореалистичкој традицији, филм користи глумачку екипу непрофесионалних глумаца, а сниман је у потпуности на локацији широм јужне Италије. Дијалог је преузет директно из Јеванђеља по Матеју, пошто је Пазолини сматрао да „слике никада не могу достићи поетске висине текста.” Наводно је одабрао Јеванђеље по Матеју јер је сматрао да је „Јован био превише мистичан, Марко превише вулгаран, а Лука превише сентименталан.”
Филм се сматра класиком светске кинематографије и неореалистичког жанра. Након објављивања, освојио је велику награду жирија Филмског фестивала у Венецији, као и три награде Настро д'Аргенто, укључујући ону за најбољу режију. Био је номинован за три Оскара − за најбољу сценографију, најбољу костимографију и најбољу музику. Године 2015, ватиканске новине L'Osservatore Romano назвале су га најбољим филмом о Христу икада снимљеним.

## Радња
У Галилеји током римске владавине, Исус из Назарета путује по земљи са својим ученицима, исцељује слепе, подиже мртве, протерује демоне и објављује долазак Царства Божијег и спасење Израела. Он тврди да је Син Божији, а самим тим и проречени Месија Израела, што га доводи у директну конфронтацију са вођама јеврејских храмова. Ухапшен је, изручен Римљанима и оптужен за побуну против римске државе, за коју га је римски прокуратор Јудеје прогласио невиним, али је, ипак, разапет по налогу вођа Храма. Након три дана устаје из мртвих.

## Улоге
| Глумац                       | Улога              |
| ---------------------------- | ------------------ |
| Енрике Иразоки               | Христ              |
| Енрико Марија Салерно (глас) | Христ              |
| Маргерита Карусо             | Марија             |
| Сузана Пазолини (старија)    | Марија             |
| Марчело Моранте              | Јосиф              |
| Ђани Бонагура (глас)         | Јосиф              |
| Марио Сократе                | Јован Крститељ     |
| Пино Локи (глас)             | Јован Крститељ     |
| Сетимио ди Порто             | Петар              |
| Алфонсо Гато                 | Андрија            |
| Луиђи Барбини                | Јаков              |
| Ђакомо Моранте               | Јован              |
| Ђорђо Агамбен                | Филип              |
| Гвидо Черетани               | Вартоломеј         |
| Росарио Мигале               | Тома               |
| Ферућио Нуцо                 | Матеј              |
| Марчело Галдини              | Јаков Алфејев      |
| Елио Спазијани               | Тадеј              |
| Енцо Сичилијано              | Симон              |
| Отело Сестили                | Јуда               |
| Хуан Родолфо Вилкок          | Кајафа             |
| Алесандро Таска              | Понтије Пилат      |
| Америго Бевилаква            | Ирод I             |
| Франческо Леонети            | Ирод II            |
| Франка Купане                | Иродијада          |
| Паола Тедеско                | Салома             |
| Росана ди Роко               | Анђео Господњи     |
| Ренато Тера                  | демон              |
| Елисео Боски                 | Јосиф из Ариматеје |
| Наталија Гинзбург            | Марија из Бетаније |
| Нинето Даволи                | пастир             |

## Продукција

### Позадина и претпродукција
Године 1963. лик Христа се појавио у кратком филму Рикота Пјера Паола Пазолинија, укљученом у омнибус филм РоГоПаГ, што је довело до контроверзе и затворске казне због наводно богохулног и опсценог садржаја у филму. Према књизи Барта Дејвида Шварца Пазолини Реквијем (1992), редитељ је подстицај за филм добио 1962. године. Пазолини је прихватио позив папе Јована XXIII на дијалог са некатоличким уметницима, а затим је посетио град Асизи да би присуствовао семинару у тамошњем фрањевачком манастиру. Папина посета изазвала је саобраћајне гужве у граду, па је Пазолини остао у својој хотелској соби; тамо је наишао на примерак Новог завета. Пазолини је прочитао сва четири јеванђеља до краја и помислио је да би филмска адаптација једног од њих „бацила у сенку све друге пословне идеје које сам имао у глави.” За разлику од претходних биоскопских приказа Исусовог живота, Пазолинијевог филм не улепшава библијско тумачење никаквим књижевним или драмским изумима, нити представља амалгам четири јеванђеља. Пазолини је изјавио да је одлучио да „преправи Јеванђеље по аналогији” и да сви ретки дијалози у филму потичу директно из Библије.
С обзиром на Пазолинијеву познату репутацију атеисте, хомосексуалца и марксисте, респектабилна природа филма је била изненађење, посебно након контроверзе Рикоте. На конференцији за штампу 1966, Пазолини је упитан зашто је он, неверник, снимио филм који се бави религијским темама; његов одговор је гласио: „Ако знате да сам неверник, онда ме познајете боље од мене самог. Можда сам неверник, али сам неверник који гаји носталгију за веровањем.” Стога, он поставља своју критику на позадину чисте религиозне бриге за улогу коју је Црква као организација преузела током векова.
На идеји аналогије, Пазолини је нагласио своју намеру да не репродукује тачно историјског, неусиљеног Христа, већ да пројектује данашње друштво јужне Италије на ту фигуру, Христа након 2.000 година наративне изградње. Како је објаснио:
Уз овај метод реконструкције по аналогији, налазимо идеју мита и епа [...] тако да, приповедајући историју Христа, нисам реконструисао Христа онаквим какав је он заправо био. Да сам реконструисао Христову историју каква је заиста била, не бих снимио религиозни филм, јер нисам верник. Не мислим да је Христос био син Божији. Ако бих тако нешто уопште снимио направио бих позитивистичку или марксистичку реконструкцију, дакле, у најбољем случају, живот једног од пет или шест хиљада светаца који су у том тренутку проповедали у Палестини. Међутим, нисам хтео то да урадим, не занимају ме профанације: то је само мода која ми се гади, малограђанска је. Желим поново да освештам ствари, јер је то могуће, желим да их поново митологизујем. Нисам желео да реконструишем Христов живот онаквим какав је заиста био, желео сам да направим историју Христа плус две хиљаде година хришћанског приповедања о Христовом животу, јер су две хиљаде година хришћанске историје оно што је митологизовало ову биографију, која би иначе била готово безначајна. Мој филм је Христов живот након две хиљаде година прича о Христовом животу. То сам имао на уму.
Филм је био посвећен папи Јовану XXIII. Пазолини је био посебно критичан према новом папи Павлу VI, у тренутку када је правио сценарио за наставак филма, овог пута о апостолу Павлу. Пројекат који је планиран за 1966. или 1967. никада није заживео.

### Снимање и стил
Пазолини је користио многе технике италијанског неореализма у стварању свог филма. Већина глумаца које је ангажовао били су непрофесионалци. Енрике Иразоки (Исус) је био 19-годишњи студент економије из Шпаније и комунистички активиста, док су остатак глумачке екипе углавном чинили мештани из Барилеа, Матере и Масафре, где је филм сниман (Пазолини је посетио Свету земљу, али утврдио да су тамошње локације неприкладне и „комерцијализоване”). Његово извиђање локације у Светој земљи документовано је у суседном дугометражном документарцу Локални лов у Палестини, објављеном годину дана касније. Пазолини је својој мајци, Сузани, дао улогу старије верзије Исусове мајке. Глумачка екипа је такође укључивала истакнуте интелектуалце као што су били писци Енцо Сичилијано и Алфонсо Гато, песници Наталија Гинзбург и Хуан Родолфо Вилкок, као и филозоф Ђорђо Агамбен. Поред оригиналног библијског извора, Пазолини је током целог филма користио референце на „2000 година хришћанског сликарства и скулптура”. Изглед ликова је такође еклектичан и, у неким случајевима, анахрон, подсећајући на уметничке приказе различитих епоха (на пример, костими римских војника и фарисеја су под утицајем ренесансне уметности, док се Исусов изглед упоређује са оним у византијској уметности као и делима експресионистичког уметника Жоржа Руа).
Пазолини је описао своје искуство снимања Јеванђеља по Матеју као веома различито у поређењу са својим претходним филмовима. Изјавио је да иако је његов стил снимања у његовом претходном филму Accattone био „побожан”, када је његов стил снимања примењен на библијски извор, „испао је реторички... И онда када сам снимао сцену крштења у близини Витерба, одбацио сам се све моје техничке предрасуде. Почео сам да користим зум, користио сам нове покрете камере, нове кадрове који нису били респектабилни, већ скоро документарни [комбинујући] скоро класичну строгост са моментима који су скоро годардовски, на пример два суђења Христу снимљена су као 'cinéma vérité'. ... Поента је да ... ја, неверник, причам причу очима верника. Мешавина на наративном нивоу је произвела мешавину на стилском нивоу.”

### Музика
Партитура филма, коју је аранжирао Луис Бакалов, је еклектична; у распону од Јохана Себастијана Баха (нпр. Миса у б-молу и Пасија по Матеју) до Одете („Sometimes I Feel Like a Motherless Child”), преко Слепог Вилија Џонсона („Dark Was the Night, Cold Was the Ground”), до јеврејске церемонијалне декларације „Кол Нидре“ и „Глорија” из конгошке Миса Лубе. Пазолини је изјавио да је сва музика у филму била сакралне или религиозне природе из свих делова света и више култура или система веровања. Бакалов је такође компоновао неколико оригиналних музичких нумера.

## Пријем
Филм је наишао на углавном позитивне реакције критичара, укључујући неколико хришћанских рецензената. Филип Френч га је назвао „племенитим филмом”, а Александер Вокер је рекао да „захвата историјску и психолошку машту као ниједан други религиозни филм који сам видео. И поред своје привидне једноставности, визуелно је богат и садржи чудне, узнемирујуће наговештаје и призвук о Христу и његовој мисији.”
Неки марксистички филмски критичари, међутим, писали су неповољне критике. Освалд Стек је критиковао филмске „грозне уступке реакционарној идеологији”. Одговарајући на критике са левице, Пазолини је признао да, према његовом мишљењу: „Постоје неки ужасни тренуци којих се стидим... Чудо хлебова и риба и Христа који хода по води су одвратни пијетизам”. Такође је навео да је филм: „Реакција против конформизма марксизма. Мистерија живота и смрти и патње – а посебно религије... је нешто што марксисти не желе да разматрају. Али то јесу и увек су биле питања од великог значаја за људска бића.”
Јеванђеље по Матеју је рангирано на 10. место (2010), односно 7. место (2011), на листи 100 најбољих филмова сајта Arts and Faith. Такође се налази на ватиканској листи од 45 сјајних филмова и на листи сјајних филмова Роџера Иберта.
На сајту Rotten Tomatoes, филм има рејтинг одобравања од 92%, на основу 36 рецензија, и просечну оцену од 8,6 од 10; консензус критичара сајта гласи: „Јеванђеље по Матеју одриче се раскоши библијских епова у корист натуралистичког препричавања приче о Христу, постижући поштовање, ако не и побожно тумачење са политичким жаром.”

## Награде
На Међународном филмском фестивалу у Венецији 1964. године, Јеванђеље по Матеју приказано је у конкуренцији за Златног лава, а освојило је награду Међународне католичке организације за филм и Сребрног лава. На премијери филма, публика се окупила да извижди Пазолинија, али га је похвалила након што се филм завршио. Филм је касније освојио велику награду у Међународној католичкој организацији за филм.
Филм је био номинован за награду УН на 21. додели награда БАФТА.
Јеванђеље по Матеју објављено је у Сједињеним Државама 1966. и било је номиновано за три Оскара: за најбољу сценографију (Луиђи Скачаноче), најбољу костимографију (Данило Донати) и најбољу музику.